# Ана Павловић (водич)
Ана Павловић (Шабац, 1971) први је стручни туристички водич на планини Цер и промотер вредности и историје Цера.

## Биографија
Рођена је 1. септембра 1971. године у Шапцу, где је завршила Основну и средњу Економску школу, смер туристички техничар. Затим је уписала Високу туристичку школу струковних студија у Београду и 2013. године положила државни испит и стекла лиценцу за туристичког водича.
Основала је 2013. године Водичко-информативну службу на планини Цер са циљем да се туристи и излетници кроз тематске туристичке туре, засноване на storytelling концепту, упознају са материјалном и нематеријалном културном баштином подручја планине Цер и природним вредностима. Посебан сегмент туристичког вођења посвећен је Церској бици и церским јунацима.
Аутор је првих тематских туристичких тура на Церу: Једнодневни обилазак планине Цер, Шетња кроз легенде и митове, Ноћна шетња по Церу, Стазом славе и победе, Церска битка. У сарадњи са туристичким агенцијама и удружењима из Србије и региона кроз њене тематске туристичке туре са Цером су се до сада упознали домаћи и страни туристи из Хрватске, Словеније, Аустрије, Швајцарске, Аустралије, Бразила...
Поред тематских тура на Церу аутор је и тематских тура кроз које промовише богату историју и традицију Шапца Обилазак старих шабачких кафана и Мачве Липе листају, руже цветају и девојке се удају у јуну.
Активно ради на заштити и очувању природе Цера са еколошким удружењима, научно-истраживачким друштвима и институцијама које се баве заштитом природе Цера. Са надлежним институцијама ради на промоцији и заштити археолошких налазишта и културно-историјских споменика на Церу и Спомен – комплекса Церска битка у Текеришу.
У току свог рада специјализовала се за вођења на тему Првог светског рата. Поред Цера и Шапца, ради туристичка вођења по Србији и региону.

## Награде и признања
На националном нивоу на конкурсу „УН година одрживог туризма-2017.” добила је награду за одрживи туризам „За развој”, у категорији еко тура, за најбољу еко туру у Србији „Еко авантура Цера”, чији је аутор заједно са Удружењем ЕКОС из Шапца.